# Súper Pop
Súper Pop fue la primera revista juvenil española de periodicidad quincenal en salir al mercado. Estaba dirigida a la adolescencia y dedicada a los ídolos musicales, cinematográficos y televisivos del momento, y se convirtió en todo un icono social en España durante sus más de 30 años de vida, siendo especialmente famosos los pósteres gigantes que solían regalar en cada número y que decoraron las habitaciones de muchos adolescentes. 
El primer número se publicó en 1977, y el último impreso en papel fue editado el 8 de mayo de 2011, fecha desde la cual la publicación, excluyendo monográficos especiales que se publican en papel aproximadamente una vez al mes, pasó a realizarse exclusivamente en Internet, esta vez con periodicidad diaria y de carácter gratuito.

## Historia

### Esplendor
La revista estaba dedicada a los ídolos de los adolescentes del mundo de la música, el cine y la televisión y también daba consejos de moda, trucos de belleza, etc. Los primeros números tenían en portada a Miguel Bosé o Camilo Sesto entre otros. A partir de los ochenta inició su ascenso de popularidad en el marco de La Movida y la explosión artística posterior. Artistas como Madonna, Michael Jackson, Mecano, George Michael u Hombres G protagonizaron la portada en esta época. Fue en los noventa cuando alcanzó su techo de ventas, con una difusión media en 1991 de 339 893 ejemplares vendidos, que la colocaban como la número 33 en la clasificación de las revistas más vendida en España, según la OJD. Era la época de Sensación de vivir, Take That, Spice Girls o los Backstreet Boys entre otros.

### Transición a digital
En la década de 2000 se inició su decadencia, unida a la vez de la del mercado musical y de publicaciones impresas en España. Para 2011, las ventas se habían reducido a unos exiguos 86 500 ejemplares, lejos de aquel millón que vendían años atrás. El último número en papel tuvo como protagonistas a Robert Pattinson, Zac Efron, Avril Lavigne, Justin Bieber y Selena Gomez. Este número estaría en los kioscos hasta el 22 de mayo de 2011, momento en el cual desaparece de la calle la revista impresa de Súper POP en su edición quincenal. Desde esta fecha, queda la edición en línea, con periodicidad diaria y gratuita, que fue inaugurada en 2008, y números especiales monográficos en papel que salen aproximadamente cada mes y medio como respuesta a la demanda de los lectores.

## Perfil de los lectores
Aunque es una publicación mayoritariamente de público femenino, Súper POP ha sabido llegar también a una parte masculina, tratando temas de actualidad que pudieran interesar a ambos géneros. El perfil del lector ha sido básicamente el adolescente, entre 12 y 18 años, una generación que ha ido evolucionando a la par que la revista. En sus primeras décadas, su público eran jóvenes fascinados por la cultura pop y todo lo que la envolvía, dando paso, a lo largo de los años, a adolescentes seguidores de la tecnología, temas de actualidad como la sexualidad, deportes urbanos…